# Carl Frühling
Carl Frühling (28 de noviembre de 1868-25 de noviembre de 1937) fue un compositor y pianista austriaco.

## Biografía
Nacido en Lemberg (en la actualidad Leópolis, Ucrania) asistió a la Gesellschaft der Musikfreunde entre 1887 y 1889, donde aprendió piano con Anton Door y teoría de la música con Franz Krenn. Se convirtió en un pianista acompañante y profesor, tocando con Bronisław Huberman, Pablo Sarasate, Egon Wellesz, y el Cuarteto Rosé. Murió en Viena en la pobreza.
Sus primeras obras para piano son piezas de salón, mientras que su Quinteto para piano, Op. 30 y su Trío para clarinete, Op. 40 son más sustanciales, compuestos según la tradición romántica. En 2009, su quinteto fue reimpreso por la Edición Silvertrust. Gran parte de su música se ha perdido o aún no se ha descubierto. El violonchelista Steven Isserlis ha defendido su música, redescubriendo e interpretando algunas de sus piezas.

## Composiciones

### Orquesta
- Concierto para piano y orquesta, Op. 12
- Festmarsch, Op. 23
- Scènes de ballet, Op. 34
- Suite en fa mayor, Op. 36
- Fantasía, Op. 55, con un solo de flauta
- Heitere Ouvertüre, Op. 75
- Miniaturen, suite, Op. 78
- Humoreske, Op. 87

### Música de cámara
- Sonata, Op. 22, para violonchelo y piano
- Cuarteto de cuerda en mi ♭ mayor, Op. 25
- Quinteto para piano en fa♯ menor, Op. 30
- Trío de piano en mi♭ mayor, Op. 32
- Cuarteto de piano en re mayor, Op. 35
- Trío en la menor, Op. 40, para clarinete, violonchelo y piano (publicado en 1925 por  F. E. C. Leuckart)[2]
- Duetino, Op. 57, para dos flautas
- Rondo, Op. 66, para flauta y piano

### Piano
- Lucie, la mazurca, Op. 1
- La piquante, polka française, Op. 5
- Mazurka brillante, Op. 11
- Serenata, Op. 13
- Pas des sylphides, vals, Op. 14
- 5 pièces, opp. 15-19
- 3 Klavierstücke, Op. 21
- Konzertwalzer, Op. 24
- 2 Klavierstücke, Op. 37

### Coral
- Grosse Messe en sol mayor, Op. 6
- Cantata (A. Silesius), Op. 54, para voces solistas, mixto, coro y órgano
- 3 Sinnsprüche (Assim Aga), Op. 62, para coro mixto
- Lied der Eintagsfliegen (C. Schneller), Op. 63, para coro femenino y piano a 4 manos
- Am Strome, Op. 67, para coro masculino
- 2 Lieder im Volkston, Op. 68, para coro mixto
- Brudergruss, Op. 73, para coro masculino
- Matt giesst der Mond, Op. 74, para coro mixto
- opp. 77, 89, 91, 93, 102, para coro mixto
- opp. 80, 83, 86, 106, para coro masculino

### Vocal
- Der Landsturm (M. Marton), Op. 39, para voz y orquesta
- 3 Gesänge nach altjapansichen Gedichten, Op. 47, para voz y orquesta
- Gesang Budas, Op. 59, para barítono y orquesta de viento
- 2 Gesänge, Op. 70, para tenor y orquesta
- 5 Canciones para voz y orquesta
- Lieder para voz y piano